# Обухов № 7
О́бухов № 7 — хутор в Красносулинском районе Ростовской области.
Входит в состав Божковского сельского поселения.

## Население
| 2010 |
| ---- |
| 21   |

## Улицы
На хуторе имеется одна улица: Степная.

## Инфраструктура
На хуторе функционирует ООО «Обуховский щебзавод».